# لاميونونات
اللاميونونات (الاسم العلمي: Lamianae) هي طبقة من النباتات تتبع صنف النجميانيات من طائفة الثنائيات الفلقة.

## رتب
- الشفويات
- القرانيات

## من أجناسها
- اللاميون (باللاتينية: Lamium) وهو الجنس النموذجي بالتسمية اللاتينية لهذه الطبقة.